# Pony express de Nouvelle-Écosse
Pour les articles homonymes, voir Pony Express (homonymie).
Le Pony express de Nouvelle-Écosse, appelé aussi « Halifax express », était un système permettant aux quotidiens new-yorkais de gagner une journée dans l'acheminement des nouvelles venues d'Europe. Ce système permettait de relier à cheval, à grande vitesse, Halifax, le seul grand port canadien libre de glaces toute l'année, à Digby, de l'autre côté de la péninsule de Nouvelle-Écosse, puis New York (par télégraphe). Opérationnel à partir de février 1849, il a été remplacé en novembre par le télégraphe électrique.

## Présentation
Utilisé pour recevoir les premiers les nouvelles venues d'Europe sur les bateaux arrivant à Halifax, ce service onéreux a coïncidé avec les débuts de ce qui deviendra l'Associated Press en 1892. Six journaux new-yorkais sont réunis au sein d'une association se partageant les frais : pour relier en huit heures en moyenne Halifax à Victoria Beach, située 232 kilomètres (144 miles) plus à l'ouest près de Digby,

### L'organisation matérielle
Deux cavaliers se relaient, l'un remplaçant l'autre à mi-chemin. Le changement se fait à Kentville. Chacun des deux change régulièrement de monture: il en utilise une nouvelle tous les vingt kilomètres environ, car il faut galoper à bride abattue à une vitesse moyenne de 29 km/h pour traverser la Nouvelle-Écosse,. De Digby, un steamer rapide, le Buena Vista, traverse la Baie de Fundy pour arriver à Saint John, au Nouveau-Brunswick, dernier relais d'une ligne télégraphique nouvellement construite. De là, les nouvelles sont télégraphiées à New York. 
La traversée à cheval prenait environ huit heures. Lorsque le cavalier était arrivé à Annapolis Royal, à seulement cinq kilomètres de Digby, un coup de canon est tiré, afin de prévenir l'équipage du Buena Vista qu'il peut déjà mettre en route sa chaudière, afin d'être au maximum de la puissance dès l'embarquement. Le bateau part un peu avant l'arrivée des nouvelles, un voilier les lui apporte.
Lors de la première liaison, en février 1849, le bateau est pris dans les glaces à Digby, au point qu'il fallut le libérer en brisant la glace à coups de pioche, ce qui prit une douzaine d'heures. Auparavant, la traversée à cheval de la grande forêt de Nouvelle-Écosse avait été freinée de plusieurs heures par d'importantes chutes de neige, les plus fortes dans la région depuis un demi-siècle.

### Les prémices
David Hale et Gerard Hallock, deux jeunes journalistes de Boston s'inspiraient des méthodes de Samuel Topliff et Harry Blake. Puis ils ont racheté le Journal of Commerce de New York, pour fournir à ses lecteurs des nouvelles d'Europe avant les autres journaux. Ils achètent un bateau pour aller à la rencontre des navires, puis installent un sémaphore sur une hauteur de Sandy Hook pour transmettre les informations par télégraphe optique jusqu'à Staten Island. Ils ont aussi créé, peu après, entre et Philadelphie un Pony express permettant d'avoir les nouvelles du congrès 24 heures avant les autres journaux. Le gouvernement reprend ce service mais ils créent un Pony express, allant cette fois à Washington.
Ils seront les premiers à proposer que plusieurs journaux s'associent pour partager les frais d'un projet plus ambitieux, le Poney express de Nouvelle-Écosse. L'association s'appellera la Harbor News Association, laquelle deviendra New York Associated Press.

### Les deux concurrents en lice
Dès le lancement, il y eut deux opérateurs concurrents. Une fois, le premier arriva à Digby avec seulement deux minutes et demi d'avance sur le second :
- Daniel H. Craig utilise les services d'une société de diligence détenue par Hiram Hyde (1817-1907), le magnat des affaires d'Halifax, à qui Samuel Cunard avait fait appel pour transporter le courrier de Halifax à Truro et qui construira ensuite la 1re ligne de télégraphe de Nouvelle-Écosse[6].
- Francis Ormand Jonathan Smith recourt à ceux de la Western Stage Coach Company de Timothy Barnabe.

Les nouvelles furent transmises pendant neuf mois par cette combinaison de moyens, du même type que celles alors courantes aux États-Unis, jusqu'à ce que le télégraphe fonctionne entre la Nouvelle-Écosse et le continent, avec l'arrivée de la ligne de télégraphe de Saint John à Sackville, puis à Halifax en novembre 1849.

### Chronologie
- 1811 : Samuel Topliff installe un café dans la Commercial News Room de Boston qui abrite des échanges sur les matières premières[8].
- 1820 :Samuel Topliff  contribue à l'extension du télégraphe optique au sein du port de Boston, du point de Fort Independence à celui de Long Island Head
- 1827 : Arthur Tappan, importateur de soie de Portland, créé à New-York le Journal of Commerce avec  Samuel Morse et le journaliste Gerard Hallock.
- 1828 : le Journal of Commerce achète un petit schooner pour intercepter les journaux d'Europe, puis un second, plus rapide, The Evening Edition. Les concurrents affrètent eux le News Boy.
- janvier 1833 : Gerard Hallock et ses associés créent le Pony Express New York-Philadelphie, repris un mois après par l'État, puis le Pony Express New York-Washington.
- 5 mai 1835 : Gordon Bennett lance le New York Herald avec un abonnement de 3 dollars par an, pour toucher le public le plus large possible.
- 1837 : Arunah Shepherdson Abell fonde le Baltimore Sun, avec Daniel H. Craig, dont les pigeons relient Washington et Baltimore.
- 17 juillet 1840: 1re ligne régulière de vapeurs entre Liverpool, Halifax et Boston : le Britannia arrive à Halifax après huit jours de traversée, pour la Cunard Line.
- été 1840 :
  - Gordon Bennett crée deux « pony express » pour amener à New York les nouvelles de la Cunard Line arrivées à Boston[2] et le message du gouverneur de l'État, qui est à Albany.
  - Daniel H. Craig intercepte les nouvelles de la Cunard Line pour le Daily Mail de Boston.
  - Gordon Bennett l'embauche pour son journal, 500 dollars par heure gagnée.
- 1840 : Samuel Morse dépose un brevet pour son télégraphe.
- 1842 : construction d'une mini-ligne télégraphique sous-marine reliant Manhattan à Brooklyn et au New-Jersey.
- 1843 : le congrès fédéral vote une subvention de 30 000 dollars pour une ligne expérimentale Washington-Baltimore, qui débute en juin 1844 mais de très mauvaise qualité.
- 26 décembre 1845 : négociations secrètes États-Unis-Mexique, suscitant un Pony-Express par le Journal of Commerce, le New York Herald et le New Orleans Crescent City.
- 1846 : aggravation de la Grande Famine en Irlande.
- 7 mars 1846 : la New-York State Associated Press regroupe huit journaux sur les quinze situés à l'ouest d'Albany, pour une ligne jusqu'à Buffalo.
- 11 mai 1846 : Arunah Shepherdson Abell télégraphie de Caroline du Sud le message de John Tyler annonçant la Guerre américano-mexicaine: le  Baltimore Sun et Philadelphia Public Ledger l'amènent de La Nouvelle-Orléans par un "express" commun. Le New-York Sun et le Charleston Courrier créent un "express" concurrent pour les 150 miles entre Mobile et Montgomery.
- printemps 1846 : 1re ligne commerciale entre Washington et New York.
- juin 1846 : la New-York State Associated Press embauche pour 15 dollars par semaine George M. Snow, qui couvrait Wall Street pour le New York Tribune[9].
- 6 juin 1846 : Robert Peel obtient une majorité pour abroger les Corn Laws.
- 27 juin 1846 : ouverture de la New York and Boston Magnetic Telegraph, de Francis Ormand Jonathan Smith, qui fonctionne mal.
- 4 juillet 1846 : chaque journal new-yorkais donne sa propre version de l'arrivée d'un paquebot à Boston.
- 18 juillet 1846 : l'arrivée suivante, celle du Cambria, a droit au même compte rendu dans trois journaux[10]. Moses Yale Beach, à la fois propriétaire Daily Times  de Boston et du New York Sun, a organisé le partage des informations[11].
- début et 18 août 1846 : sabotage de la ligne de la New York and Boston MT au moment de l'arrivée de paquebots européens, le Caledonia et le Great Western à Boston[12].
- septembre 1846 : les États-Unis comptent déjà 1 269 miles de télégraphe, répartis sur 8 circuits
- 21, 22 et 23 octobre 1846 : une énorme crue de la Loire crée une pénurie de céréales
- 7 novembre 1846 : arrivée du paquebot Britannia à Boston, les éditorialistes du New York Herald et du New York Tribune se plaignent d'être privés de nouvelles européennes à cause de la coupure du câble par des spéculateurs qui profitent de la détresse de "millions d'européens affamés"[13].
- 16 novembre 1846 : arrivée du paquebot Acadia à Boston la femme de Daniel H. Craig repérée dans les bureaux de la New York and Boston Magnetic Telegraph juste avant[14].
- novembre 1846 : l'Albany Argus, adhérent de la New-York State Associated Press, se plaint d'avoir reçu par le train de Boston un numéro de l'"European Times" d'Edward Wilmer comportant des cours des céréales européennes exagérés, différents de ceux reçus par le train précédent[15]
- fin 1846 : New York est relié à Toronto et Buffalo (New York), grâce à la New-York State Associated Press.
- 14 et 21 janvier 1847 : les taux d'escompte français et anglais ont été relevés, poussant la Compagnie des chemins de fer de Bordeaux à Cette à demander sa liquidation, ce qui déclenche le Krach de 1847
- février 1847 : la femme de Daniel H. Craig à nouveau vue dans les bureaux de la New York and Boston Magnetic Telegraph.
- mars 1847 : la France s'endette pour acheter à la Russie pour 120 millions de francs de blé d’Odessa
- 29 mars 1847 : fin du siège de Veracruz, révélée par Arunah Shepherdson Abell.
- novembre 1847 : la presse de NY, Baltimore, Washington et Philadelphie écrit à la Magnetic Telegraph pour recevoir  les infos du gouvernement. Elle obtient une ristourne de 25%.
- février 1848 : huit quotidiens fondent la "Boston Associated Press".
- 19 mars 1848 : « Une » du New York Herald sur les événements de la Révolution de 1848 à Paris.
- avril 1848 : violente charge contre les brevets Morse du New York Sun qui menace d'investir 125 000 dollars dans son propre réseau, incitant ses concurrents à s'y associer.
- 12 avril 1848 : vote du New York Télégraph Act de 1848[16]
- 13, 15 et 18 mai 1848 : échange de lettres entre les six directeurs de journaux de la New York Associated Press et la New York and Boston MT., sur l'achat du Buena Vista pour amener d'Halifax à Boston les nouvelles européennes.
- 3 janvier 1849 : le quotidien de Halifax Nova Scotian indique que le télégraphe relie Saint John, New Brunswick, à Calais (Maine).
- 21 février 1849 : 1re traversée réussie du Pony express de Nouvelle-Écosse, en onze heures
- 8 mars 1849 : l'Express, autre journal de Halifax, indique que la 2e traversée a pris huit heures et 21 minutes[2].
- 15 novembre 1849 : la ligne de télégraphe arrive jusqu'à Halifax, 1er télégramme jusqu'à New-York[2].
- 26 janvier 1850 : le Boston Daily Mail s'emporte contre F.O.J. Smith, qui contrôle toujours le télégraphe de Boston à Portland[17] et refuse de le louer à l'AP, la forçant à affréter des trains spéciaux prioritaires